# Miss Europe 1994

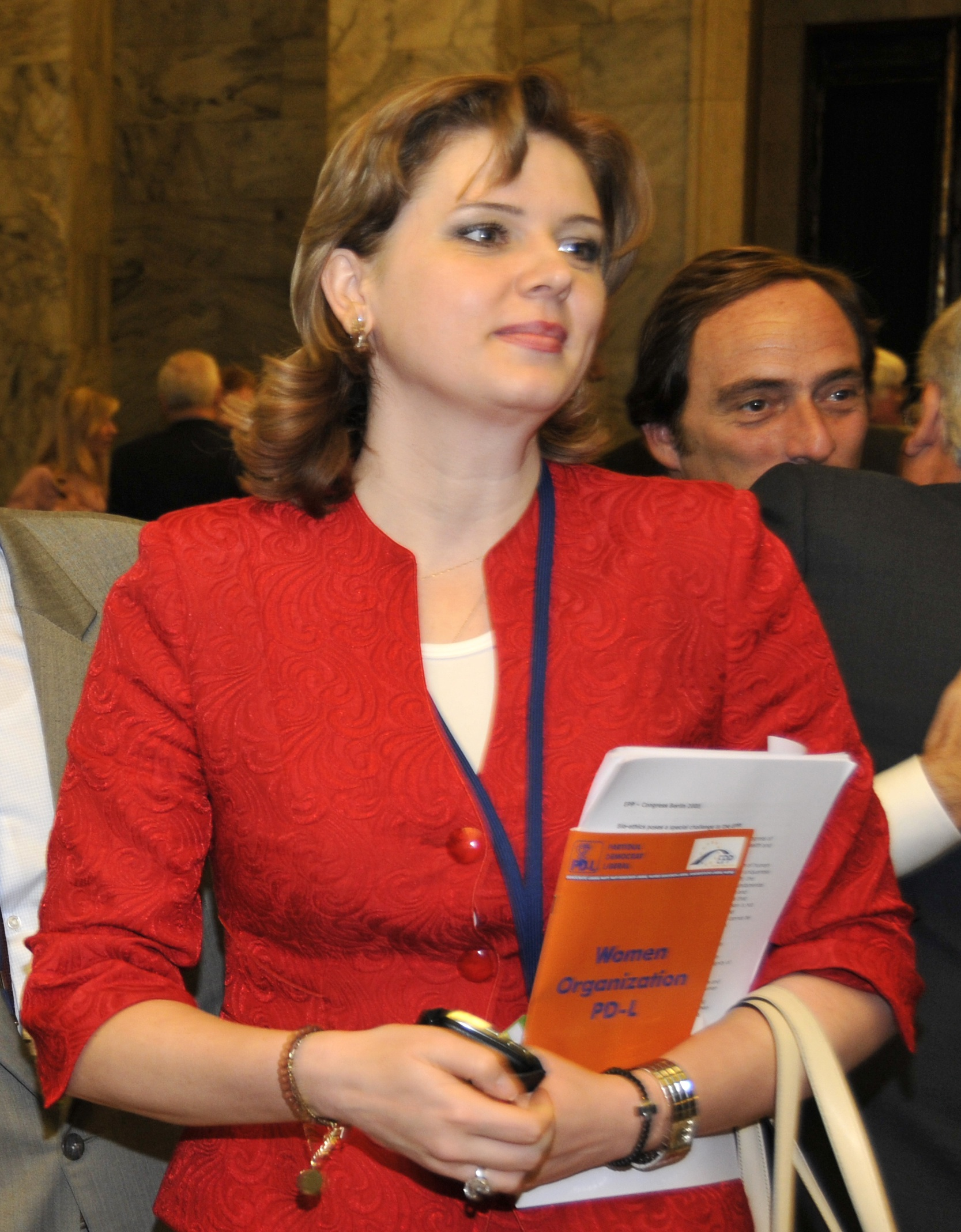
Roberta Anastase, unter den Top 12, war später Abgeordnete im rumänischen und im Europa-Parlament. Hier ein Bild von 2011.

Der Wettbewerb um die Miss Europe 1994 war der achtunddreißigste seit 1948, den die Mondial Events Organisation (MEO) durchführte. Sie war von den Franzosen Roger Zeiler und Claude Berr ins Leben gerufen worden, hatte ihren Sitz in Paris und arrangierte den Wettbewerb bis 2002.
Die Kandidatinnen waren in ihren Herkunftsländern von nationalen Organisationskomitees ausgewählt worden, die mit der MEO Lizenzverträge abgeschlossen hatten. Dabei muss es sich nicht in jedem Fall um die Erstplatzierte in ihrem nationalen Wettbewerb gehandelt haben.

## Miss Europe 1994
Die Veranstaltung fand am 30. September 1994 in der türkischen Metropole Istanbul statt, wie schon im Vorjahr. Es gab 33 Bewerberinnen.
| Land                    | Schreibweise bei Pageantopolis | Schreibweise in der Heimatsprache | Teilnahme an weiteren Wettbewerben                   |
| ----------------------- | ------------------------------ | --------------------------------- | ---------------------------------------------------- |
| Platzierungen           |                                |                                   |                                                      |
| 1. Israel               | Lilach Ben-Simon               |                                   |                                                      |
| 2. Türkei               | Didem Uzel                     | Didem Uzel                        |                                                      |
| 3. Ukraine              | Nataliy Shvachiy               | Наталья Швачий (russisch)         | Miss World 1995                                      |
| 4. England              | Amanda Louise Johnson          | Amanda Louise Johnson             | Miss World 1993, Miss International 1994: Semifinale |
| 5. Holland              | Pamela van den Berg            | Pamela van der Berg               |                                                      |
| Top 12                  |                                |                                   |                                                      |
| Albanien                | Lida Reka                      | Ilda Reka                         |                                                      |
| Finnland                | Tiia Annaleena Litja           | Tiia Litja                        |                                                      |
| Griechenland            | Johanna Papadimitriou          | Ιωάννα Παπαδημητρίου              |                                                      |
| Island                  | Margret Skuladóttir Sigurz     | Margrét Skúladóttir Sigurz        | Miss Universe 1995                                   |
| Rumänien                | Roberta Alma Anastase          | Roberta Anastase                  | Miss Universe 1996                                   |
| Slowakei                | Nikoleta Mezsarasova           | Nikoleta Mészarosová              | Miss International 1994, Miss Universe 1995          |
| Spanien                 | Laura Marina Vicente Barreto   | Laura Marina Vicente Barreto      |                                                      |
| Weitere Teilnehmerinnen |                                |                                   |                                                      |
| Belgien                 | Katia Defraeye                 |                                   |                                                      |
| Bulgarien               | Danaila Dimitrova              | Данаила Димитрова                 |                                                      |
| Dänemark                | D. Baden Nielsen               |                                   |                                                      |
| Deutschland             | Alexandra Klim                 | Alexandra Klim                    |                                                      |
| Estland                 | Kristi Merivali                | Kristi Meriväli                   |                                                      |
| Frankreich              | Carole Moretto                 | Carole Moretto                    |                                                      |
| Irland                  | Tara Logan                     |                                   |                                                      |
| Italien                 | Stefania Del Zotto             |                                   |                                                      |
| Lettland                | Evija Zeberga                  | Evija Zēberga                     |                                                      |
| Litauen                 | Loreta Brusokaite              | Loreta Brusokaitė                 |                                                      |
| Luxemburg               | Sandy Wagner                   | Sandy Wagner                      | Miss Universe 1994, Miss International 1994          |
| Malta                   | Neolene Micallef               | Noelene Micallef                  | Miss World 1992                                      |
| Norwegen                | Line Skavas                    |                                   |                                                      |
| Österreich              | Alexandra Gnezda               |                                   |                                                      |
| Polen                   | Serafina Makowska              | Serafina Mąkowska                 |                                                      |
| Portugal                | Mónica Sofia Borges Pereira    |                                   | Miss Universe 1994                                   |
| Russland                | Olga Sysoyeva                  | Ольга Сёсоева, Ольга Сысоева      | Miss World 1993                                      |
| Schottland              | Sarah MacRae                   |                                   |                                                      |
| Schweden                | Johanna Lundgren               |                                   |                                                      |
| Tschechien              | Katerina Vondrova              | Kateřina Vondrová                 |                                                      |
| Ungarn                  | Zita Paikovics                 | Paukovics Zita                    |                                                      |